# 小行星3756
小行星3756（英語：3756 Ruscannon）是一颗围绕太阳公转的小行星。1979年6月25日，舒爾特·巴斯、埃莉諾·赫琳在赛丁泉山发现了此天体。
这颗小行星的绝对星等为97.97444433535372等。